# Grenville

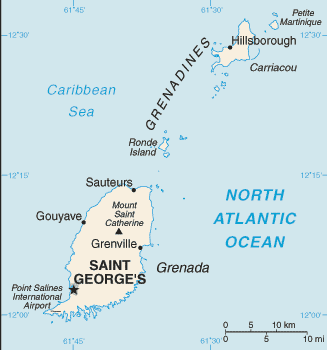
Localização de Grenville na costa leste de Granada

Grenville é uma cidade de Granada, capital da paróquia de Saint Andrew. É a terceira maior cidade do país. Está localizada na costa leste da ilha.
De acordo com o censo de 1991, a população da cidade era de 2.250 habitantes, sua população estimada no início de 2007 é de 2.500 habitantes.
Na economia tem grande importância a agricultura de exportação e a plantação e processamento de noz-moscada .
- Latitude: 12° 7' 0" Norte
- Longitude: 61° 37' 0" Oeste
- Altitude: 0 metro